# Hayya Hayya (Better Together)
"Hayya Hayya (Better Together)" là một bài hát của ca sĩ người Mỹ Trinidad Cardona, ca sĩ người Nigeria Davido và ca sĩ người Qatar AISHA. Đây là đĩa đơn đầu tiên trong soundtrack chính thức của Giải vô địch bóng đá thế giới 2022 với nhiều ca khúc. Bản nhạc do RedOne sản xuất và được phát hành vào ngày 1 tháng 4 năm 2022. Tên của ca khúc chứa cụm từ tiếng Ả Rập hayyā (هيا), một thán từ có nghĩa là "đi thôi!".

## Video âm nhạc
Video âm nhạc của ca khúc được phát hành vào ngày 1 tháng 4 năm 2022. Nó có sự góp mặt của Trinidad Cardona, Davido, AISHA và RedOne.

## Đội ngũ thực hiện
- Trinidad Cardona – soạn nhạc, viết lời, hát chính
- Davido – soạn nhạc, hát chính
- AISHA (Aisha Aziani) – hát chính
- RedOne – soạn nhạc, viết lời, sản xuất, phối khí, hát bè

## Lịch sử phát hành
| Khu vực  | Thời gian          | Định dạng            | Label           |
| -------- | ------------------ | -------------------- | --------------- |
| Toàn cầu | 1 tháng 4 năm 2022 | Tải nhạc kỹ thuật số | Universal Music |